# سمامة البيت
سمامة البيت (الاسم العلمي: Apus nipalensis) هو نوع من جنس سمامة.